# Dal tramonto all'alba EP
Dal tramonto all'alba EP è un EP del DJ italiano DJ 3D e del rapper italiano Jesto, pubblicato nel 2010 dalla ALTOent e dalla Honiro Label.

## Descrizione
Prodotto e registrato in una sola notte, l'EP è stato realizzato come anticipazione al terzo album in studio Il Jesto senso. per la promozione del disco è stato realizzato il videoclip di Nella mia testa, seconda traccia.

## Tracce
1. Acidità – 3:30
2. Nella mia testa – 3:45
3. Piacere – 2:31
4. Stranimento – 3:40
5. Dal tramonto all'alba – 3:56